# Aérogare maritime de l'aéroport LaGuardia
Pour les articles homonymes, voir LaGuardia.
L'aérogare maritime de l'aéroport LaGuardia est un ancien hydroaéroport historique de style paquebot Art déco des années 1930, de l'aéroport LaGuardia de New York (LGA). Inauguré en 1939, il est inscrit au National Register of Historic Places depuis 1982.

## Présentation
Cet hydroaéroport du Queens est construit par l'architecte américain William Adams Delano (en), avec un important décor historique de fresques intérieures « Flight » Art déco de James Brooks, de 1942, sur le thème de l'histoire de l'aviation,.

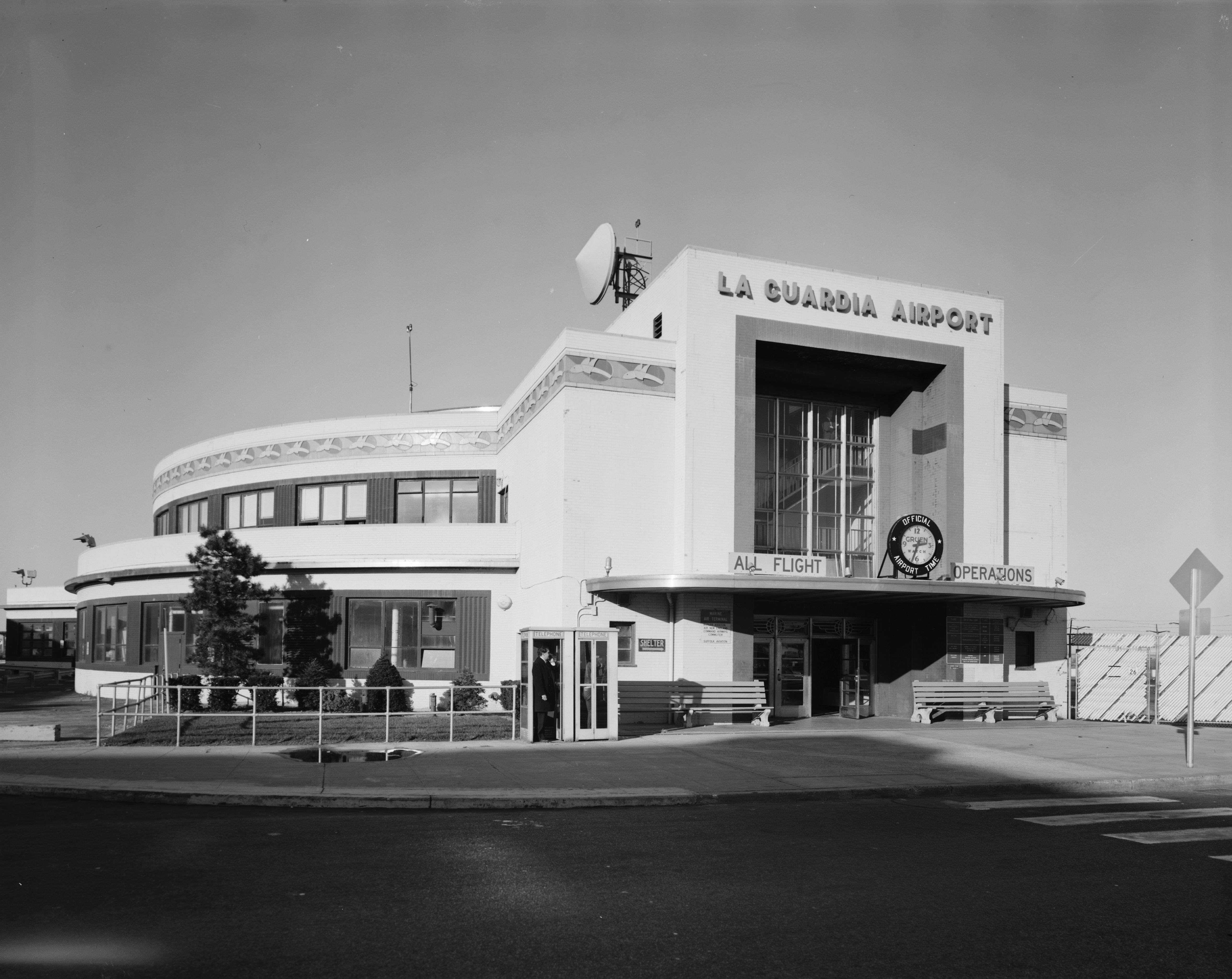
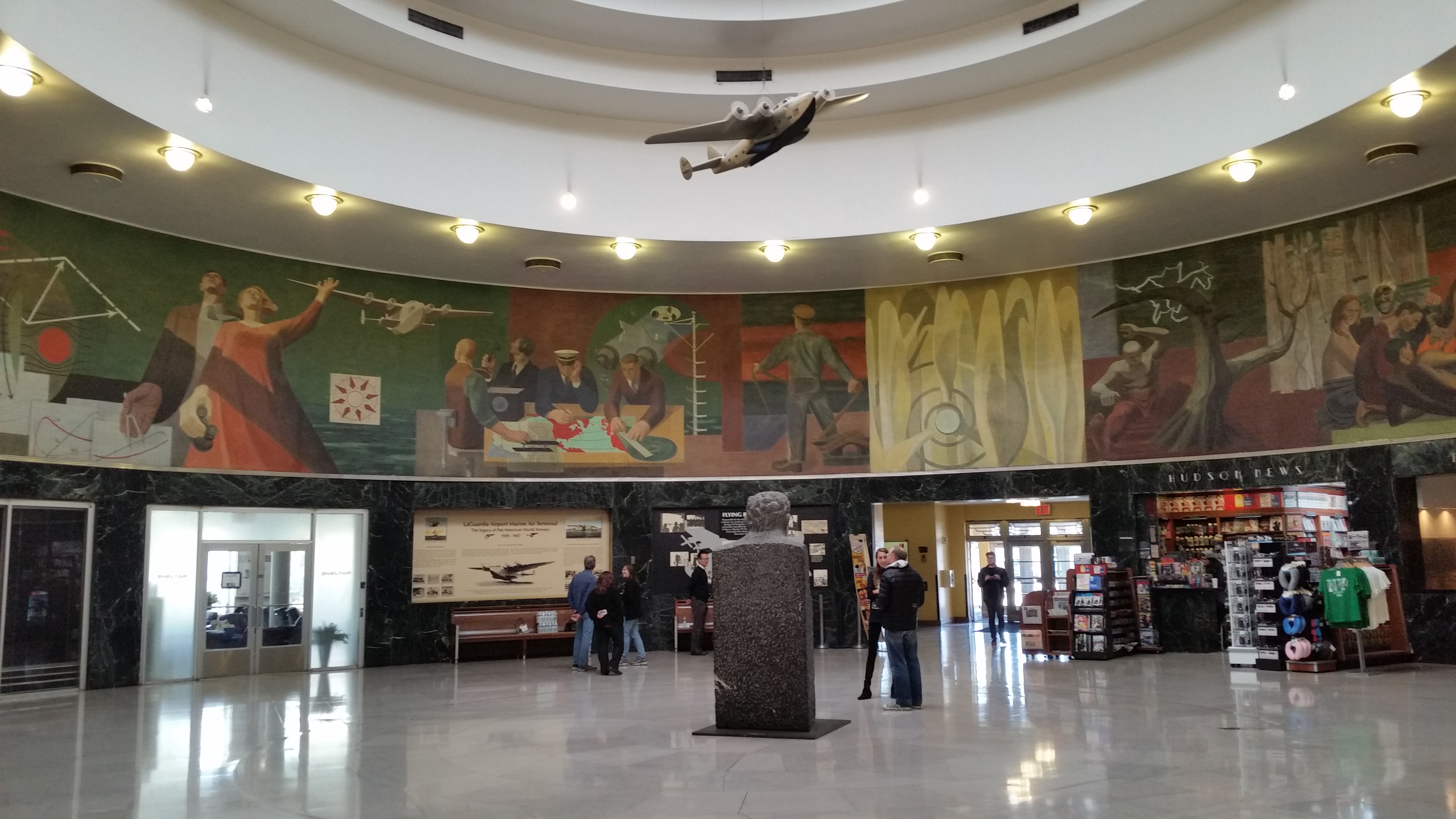

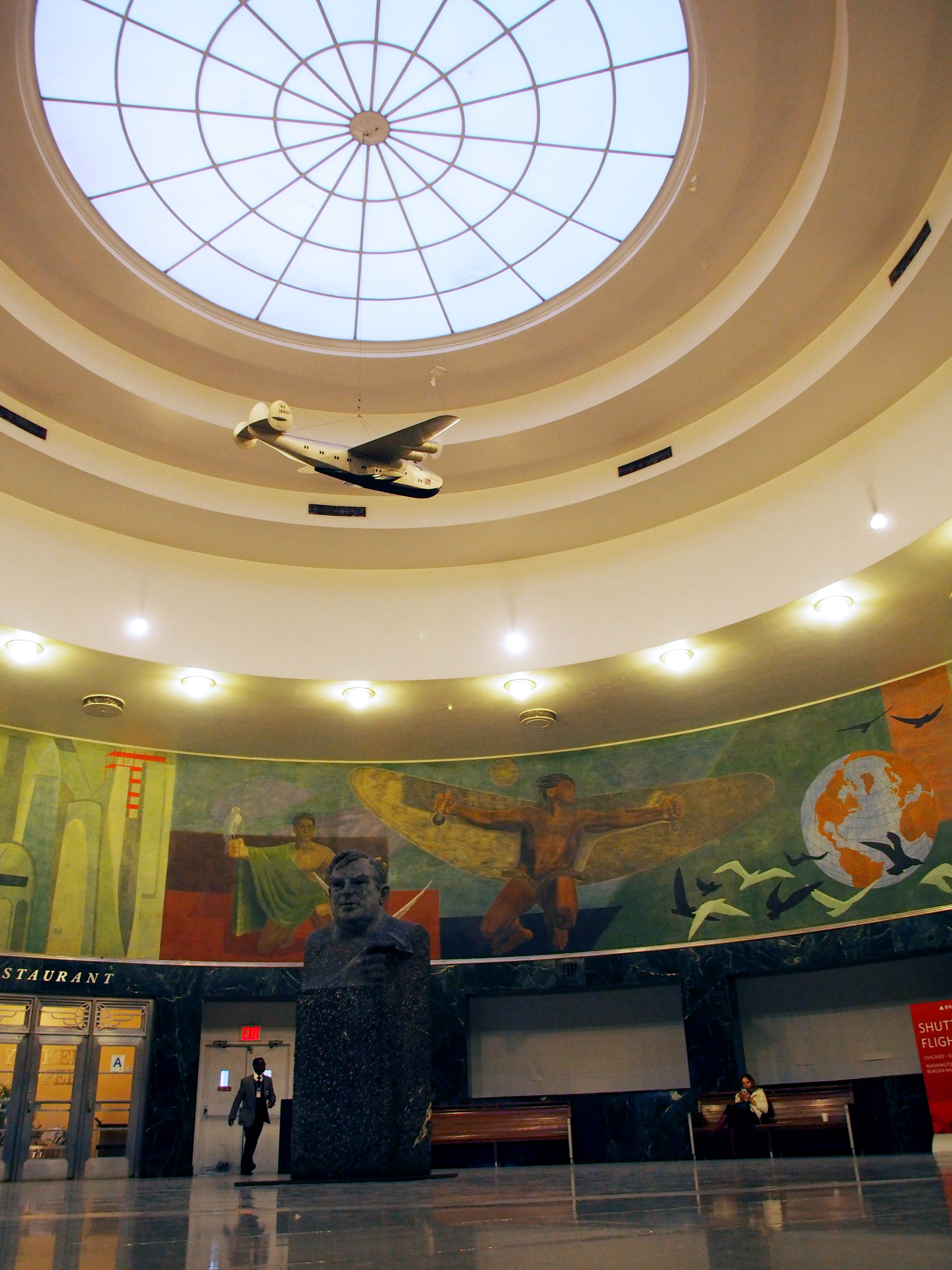
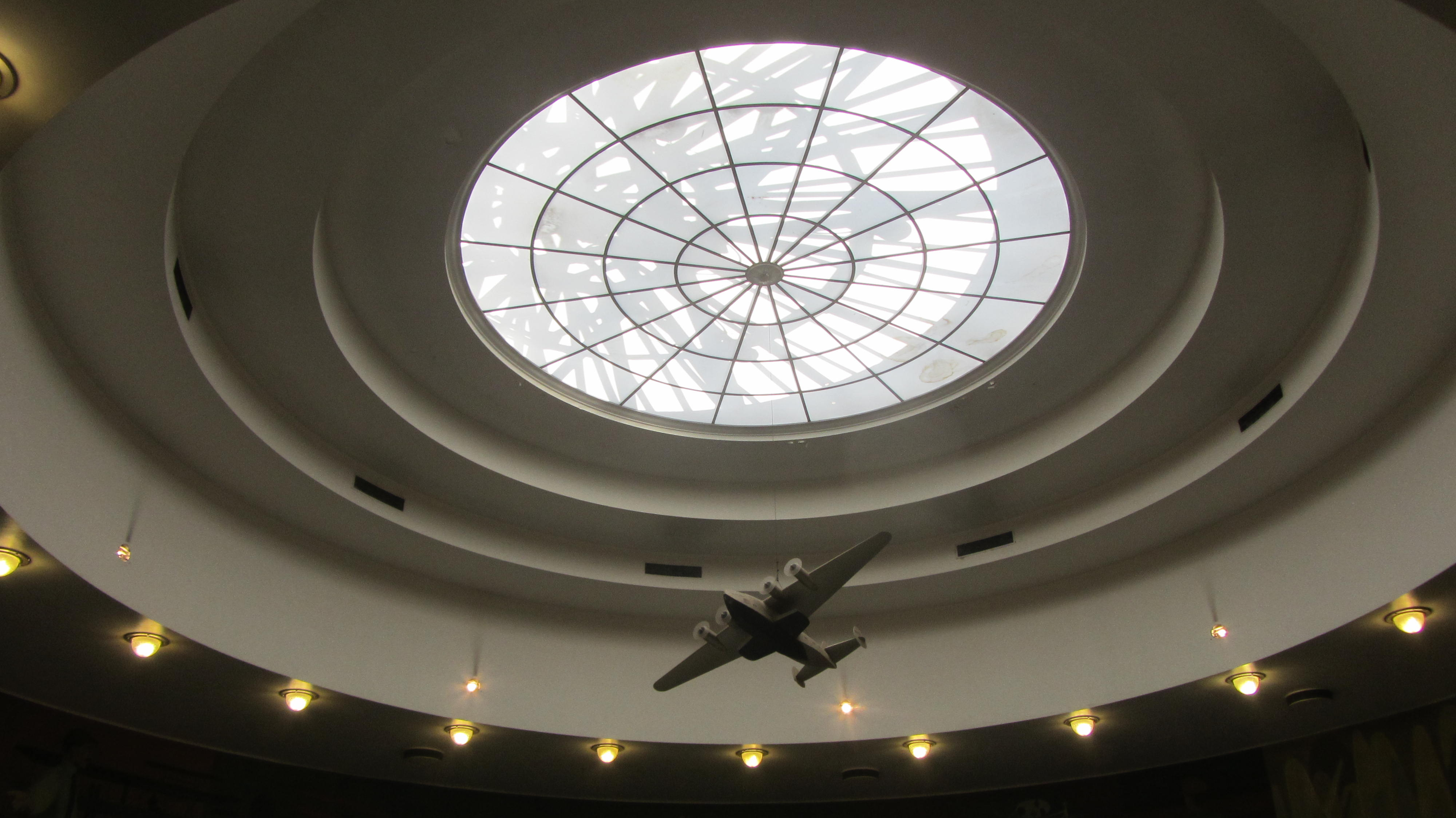
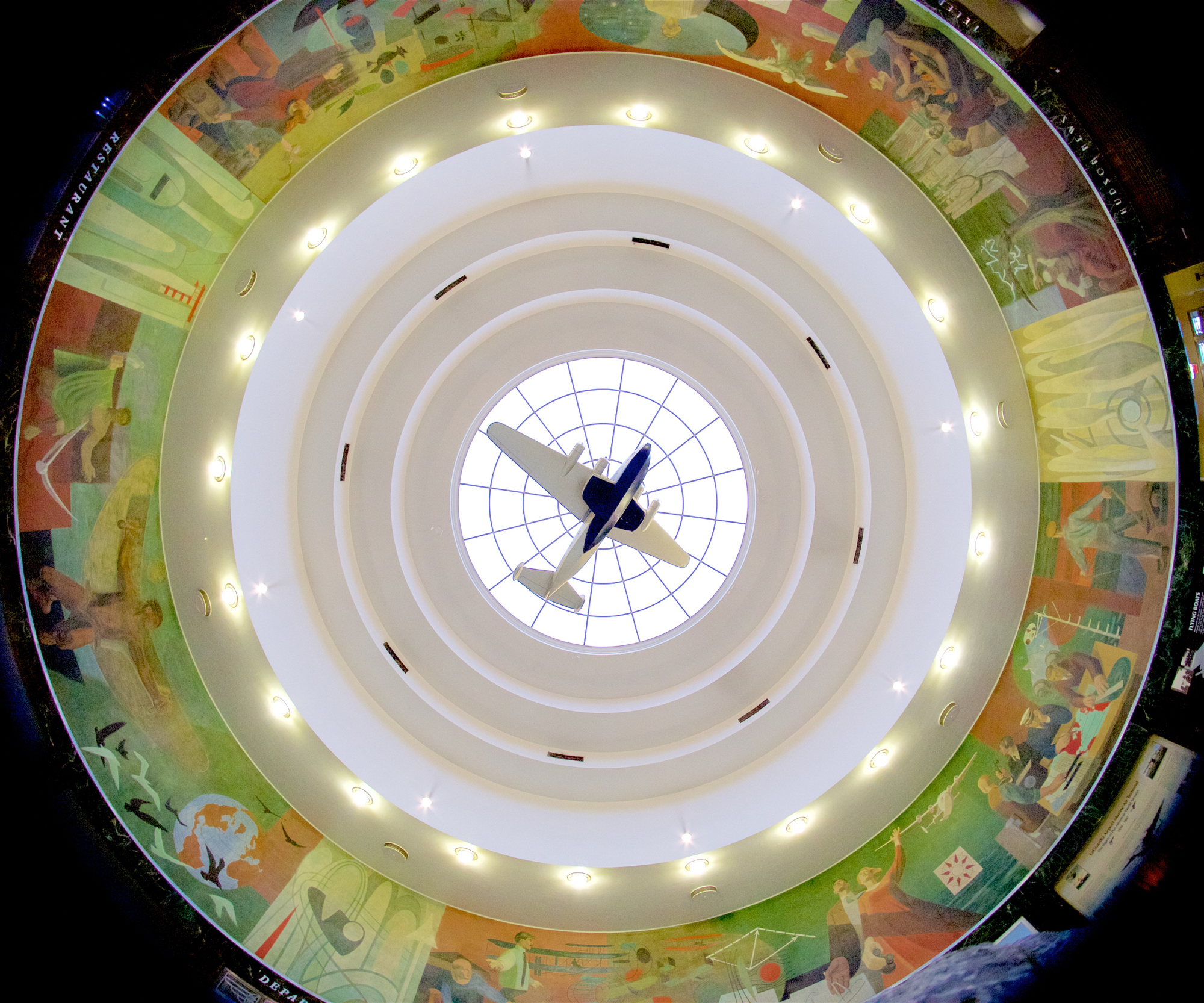

Il est inauguré pour l'Exposition universelle de New York 1939-1940, pour l'accueil des hydravions à coque qui, dans les années 1930, représentaient une part importante du trafic long-courrier.

## Histoire
Suite au vol transatlantique réussit de Charles Lindbergh de 1927, le trafic aérien commercial américain s'est fortement  développé à partir des années 1930. En 1933, le maire de New York Fiorello La Guardia est revenu de vacances en Floride, mécontent de voir que, même s'il avait acheté un billet pour New York, l'avion s'était posé à l'aéroport international Liberty de Newark. Il n'existe alors qu'un petit aérodrome dans les limites de sa ville, qui n'était pas desservi par des vols réguliers. Il milite alors pour la construction d'un aéroport à New York, inauguré en 1939 et nommé plus tard de son nom. L'aéroport est placé en bord de mer, conformément aux besoins des années 1930, où les hydravions (comme les hydravions à coque clippers de la Pan Am, de type Sikorsky S-42 puis Boeing 314) représentent une part importante du trafic d'avion de ligne long-courrier. Il peut ainsi recevoir des hydravions aussi bien que des avions terrestres, et assurer des correspondances entre ces deux types d'appareils. Le terminal maritime (Terminal A) joue le rôle d'une aérogare pour les hydravions. Il se prolonge d'un quai où les appareils s'amarrent, après s'être posés sur l'East River le long de Manhattan, où Fiorello La Guardia fonde également les deux petits hydroaéroports de taxi aérien Wall Street Skyport de 1934 et hydroaéroport Skyport de New York de 1939.
Sujets aux aléas des perturbations saisonnières, météo, maritimes et aux marées, les lignes régulières d'hydravions long-courriers n'ont pas survécu à la Seconde Guerre mondiale. Les besoins militaires ont amené à construire de nombreux aéroports et à perfectionner les avions terrestres, rendant obsolètes les grands hydravions qui sillonnaient le monde des années 1930. Les derniers vols en hydravion à LaGuardia disparaissent en 1947. Suite à l'inauguration du nouvel aéroport international de New York - John-F.-Kennedy de 1948, le terminal est alors utilisé pour des avions classiques, principalement des vols non réguliers. Il est rénové en 1966 pour les besoins des avions d'affaires.